# Bavnehøj Kirke
Bavnehøj Kirke er en bygning umiddelbart øst for Vestre Kirkegård i København. Den er bygget 1977 ved arkitekt Holger Jensen. Den bruges af en serbisk ortodoks frimenighed, og kaldes "Sankt Georgs Serbiske Ortodokse Kirke".
Den var en af de 16 kirker, som Københavns Stiftsråd i 2012 anbefalede lukket. og sidste gudstjeneste i folkekirkeligt regi var 1. december 2013.

## Bygningshistorie
Der blev udarbejdet et projekt til en ny kirkebygning, men det stødte på vanskeligheder, idet planerne for udbygning af området blev ændret. I stedet blev der udarbejdet et nyt projekt med en meget lille kirkebygning. Holger Jensen er blevet kaldt de små kirkers arkitekt, og dette passer i særlig grad, når det drejer sig om Bavnehøj Kirke.
Kirken er dog siden blevet udvidet, med en lille sidefløj med køkken og kapel. Der er i forlængelse af kirkerummet to små menighedslokaler, som ved en foldevæg kan slås sammen. Der er også en foldevæg ind til kirkerummet, således at dette også kan udvides.

## Inventar
Fra begyndelsen var alterbilledet en enkel trækonstruktion med kors og sol som symbol på død og opstandelse. I forbindelse med ombygningen blev alterpartiet ændret og der blev anskaffet et alterbillede, som forestiller Bebudelsen. Det er malet af kunstneren Nina Kleivan.
Den oprindelige alterudsmykning er nu ophængt i kapellet.
Alter, døbefont og prædikestol er udført i lyst træ.
- Alter
- Alterforhæng med Ichthys
- Døbefont
- Prædikestol
- Symbol på prædikestolsforhæng
- Orgel
- Kirkeskib
- Kirkerummet
- Kirkerummet bagfra
- Våbenhuset

## Eksterne kilder og henvisninger
- Wikimedia Commons har flere filer relateret til Bavnehøj Kirke

1. 1 2  "Bavnehøj Kirke". Den Store Danske (lex.dk online udgave).
2. ↑  Nedlagte kirker bruges til yoga, bordtennis og ungdomsboliger | København | DR
3. ↑  Disse 16 kirker skal lukkes i København, Kristeligt Dagblad

- Viggo Jensen: Arkitekt Holger Jensens kirker, 2005, ISBN 87-7851-196-8
- Bavnehøj Kirke hos KortTilKirken.dk
- Baunehøj Kirke på danmarkskirker.natmus.dk (Danmarks Kirker, Nationalmuseet)